# Kyaukse
Kyaukse är en stad i Myanmar. Den ligger i Mandalayregionen, i den centrala delen av landet, 210 km norr om huvudstaden Naypyidaw. Kyaukse ligger 86 meter över havet och folkmängden uppgår till cirka 40 000 invånare.

## Geografi
Terrängen runt Kyaukse är platt, och sluttar västerut. Runt Kyaukse är det ganska tätbefolkat, med 129 invånare per kvadratkilometer. Omgivningarna runt Kyaukse är en mosaik av jordbruksmark och naturlig växtlighet.

## Klimat
Savannklimat råder i trakten. Årsmedeltemperaturen i trakten är 22 °C. Den varmaste månaden är april, då medeltemperaturen är 30 °C, och den kallaste är januari, med 22 °C. Genomsnittlig årsnederbörd är 1 279 millimeter. Den regnigaste månaden är september, med i genomsnitt 257 mm nederbörd, och den torraste är mars, med 1 mm nederbörd.